# Kesarin Chaichalermpol
Kesarin Chaichalermpol (tiếng Thái: เกศรินทร์ ชัยเฉลิมพล; RTGS: rtgs) là một nữ diễn viên khiêu dâm người Thái Lan được biết đến với một số nghệ danh, đặc biệt là Nong Natt (tiếng Thái: น้องแนท; RTGS: Nong Naet) và Natt Chanapa (tiếng Thái: แนท ชนาภา; RTGS: Naet Chanapha).

## Tiểu sử
Cha Kesarin mất khi cô khoảng 8-9 tuổi. Kesarin không học hết cấp ba. Năm 14 tuổi cô tham gia kinh doanh phim người lớn. Trước đó Kesarin làm việc cho dì của cô.
Kesarin bị cảnh sát Thái Lan bắt vì phát video khiêu dâm bên ngoài lãnh thổ Thái Lan. Những video này đã khiến cô bị bắt và bị truy tố vì nội dung khiêu dâm là bất hợp pháp ở Thái Lan. Các video có cảnh cô đóng khiêu dâm với những người đàn ông phương Tây và Nhật Bản. Chúng cho thấy các công ty người mẫu và quảng cáo, tạp chí và các chương trình truyền hình đã trả số tiền bằng sáu chữ số cho công việc người mẫu của cô kể từ khi việc cáo buộc cô được công khai.  Cuối cùng, cô phải nộp phạt, nhận bản án 6 tháng tù treo và bị quản chế trong một năm. Kesarin tránh được hình phạt khắc nghiệt do sự nổi tiếng của cô và nhờ không bị công chúng phẫn nộ về tội lỗi mà cô mang.

## Phim tham gia một phần
| Năm  | Tiêu đề                 | Tiêu đề tiếng Thái      | Vai trò |
| ---- | ----------------------- | ----------------------- | ------- |
| 2003 | Người cha điên          | พ่อตา ต๊ะ ติ๊ ง โหน่ง        |         |
| 2003 | Mora                    | โมรา นาง ใน วรรณคดี      |         |
| 2003 | Cô ấy là Ann            | เธอ ชื่อ แอ น             |         |
| 2003 | Bảy ngày trong quan tài | กว่า จะ ได้ เผา ผี         |         |
| 2011 | Rồng trong tình yêu     | ลอด รัก ลาย มังกร         |         |
| 2012 | Jan Dara sự khởi đầu    | จัน ดารา (ภาพยนตร์ ทวิภาค) |         |
| 2012 | Nang Chan Raem          | นาง จันทร์ แรม            |         |
| 2012 | Phuying Lalla 2         | ผู้หญิง ลั ล ล้า ยก กำลัง 2   |         |
| 2012 | Sao Khan Hu             | สาว คัน หู                |         |